# Ligne de Voujeaucourt à Saint-Hippolyte
La ligne de Voujeaucourt à Saint-Hippolyte est une ligne de chemin de fer française à écartement standard et à voie unique non électrifiée. D'une longueur de 27 kilomètres, elle est établie dans le département du Doubs. Elle reliait à l'origine la ville de Voujeaucourt à celle de Saint-Hippolyte.
Elle constitue la ligne 859 000 du réseau ferré national.
Le trafic voyageurs a été supprimé en 1938. Elle est restée ouverte au trafic des marchandises jusqu'à Pont-de-Roide jusqu'en 2010, mais est complètement fermée depuis.

## Historique
La ligne a été approuvée par le conseil général du Doubs en 1875, puis classée dans le réseau d'intérêt général par une loi du 17 juillet 1879 (dite plan Freycinet) sous le n° 123 de « Vougeaucourt (Doubs) à Saint-Hippolyte ». De même son prolongement apparaissait sous le n° 124 « de Saint-Hippolyte à la ligne de Besançon à Morteau ». On jugeait qu'elle pouvait être d'un intérêt stratégique pour le fort du Lomont. La ligne est déclarée d'utilité publique par une loi du 27 décembre 1879. Elle est concédée à titre définitif à la Compagnie des chemins de fer de Paris à Lyon et à la Méditerranée par une convention signée entre le ministre des Travaux publics et la compagnie le 26 mai 1883. Cette convention est approuvée par une loi le 20 novembre suivant. Elle est inaugurée le 19 septembre 1886, sous le nom « chemin de fer de Montbéliard à Saint-Hippolyte ».
Elle a été fermée au trafic voyageurs le 5 décembre 1938, mais des dessertes ont néanmoins eu lieu pendant la seconde Guerre mondiale.
Après guerre, le trafic marchandises continue jusqu'à l'effondrement du tunnel de Saint-Hippolyte en 1969. Un décollement de maçonnerie est détecté à temps, mais la réparation n'est pas jugée rentable. La section de Pont-de-Roide à Saint-Hippolyte est fermée au trafic, puis finalement déclassée entre les PK 17,000 et 27,224 le 26 juillet 1973. Les installations sont aujourd'hui déposées sur cette section.
La ligne n'est plus exploitée depuis 2010, l'unique client fret, l'usine Arcelor-Mittal de Pont-de-Roide n'ayant pas renouvelé son contrat avec la SNCF. D'après les élus de Pont-de-Roide, la ligne n'est plus entretenue ; le passage à niveau sur la D438 entre Mathay et Voujeaucourt (entrée A36) a d'ailleurs été supprimé lors de la réfection du revêtement routier en 2015, ce qui rend la ligne inexploitable en l'état.

## Tracé
La ligne se détache de la Ligne de Dole-Ville à Belfort à Voujeaucourt, dans la vallée du Doubs. Elle coupe une boucle du Doubs de façon à remonter en amont de cette vallée, au niveau de Mathay, rive gauche.
Elle continue à remonter la vallée du Doubs rive gauche, avant de traverser la rivière à Villars-sous-Dampjoux, via un pont à trois arches de 57 m de long.
La ligne poursuit alors son tracé rive droite, au côté de l'ancienne route nationale 437 (actuellement déclassée en départementale 437). Rapidement, la vallée du Doubs se fait plus encaissée, avant d'arriver à Saint-Hippolyte.

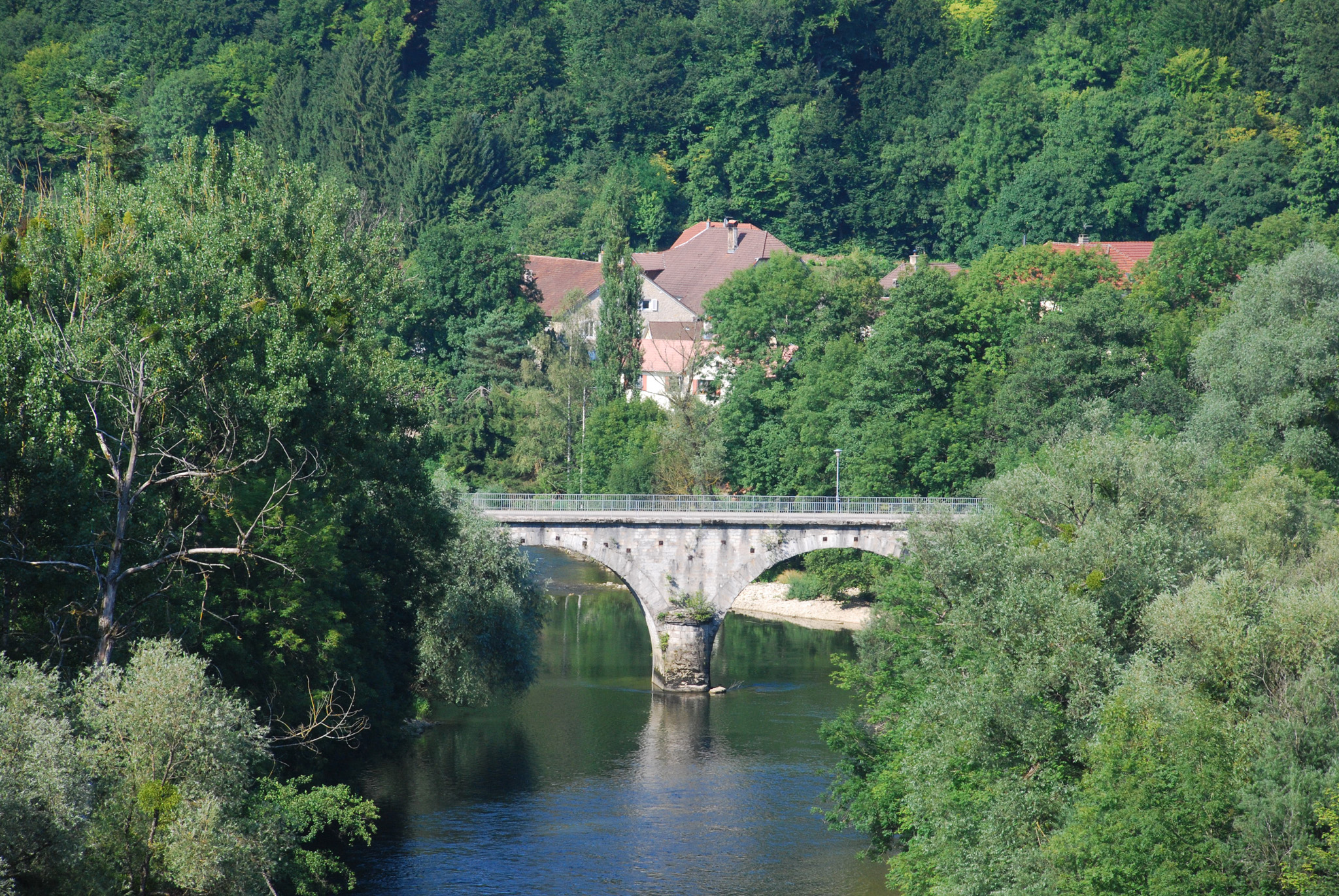
Ancien pont ferroviaire entre Noirefontaine et Villars-sous-Dampjoux.
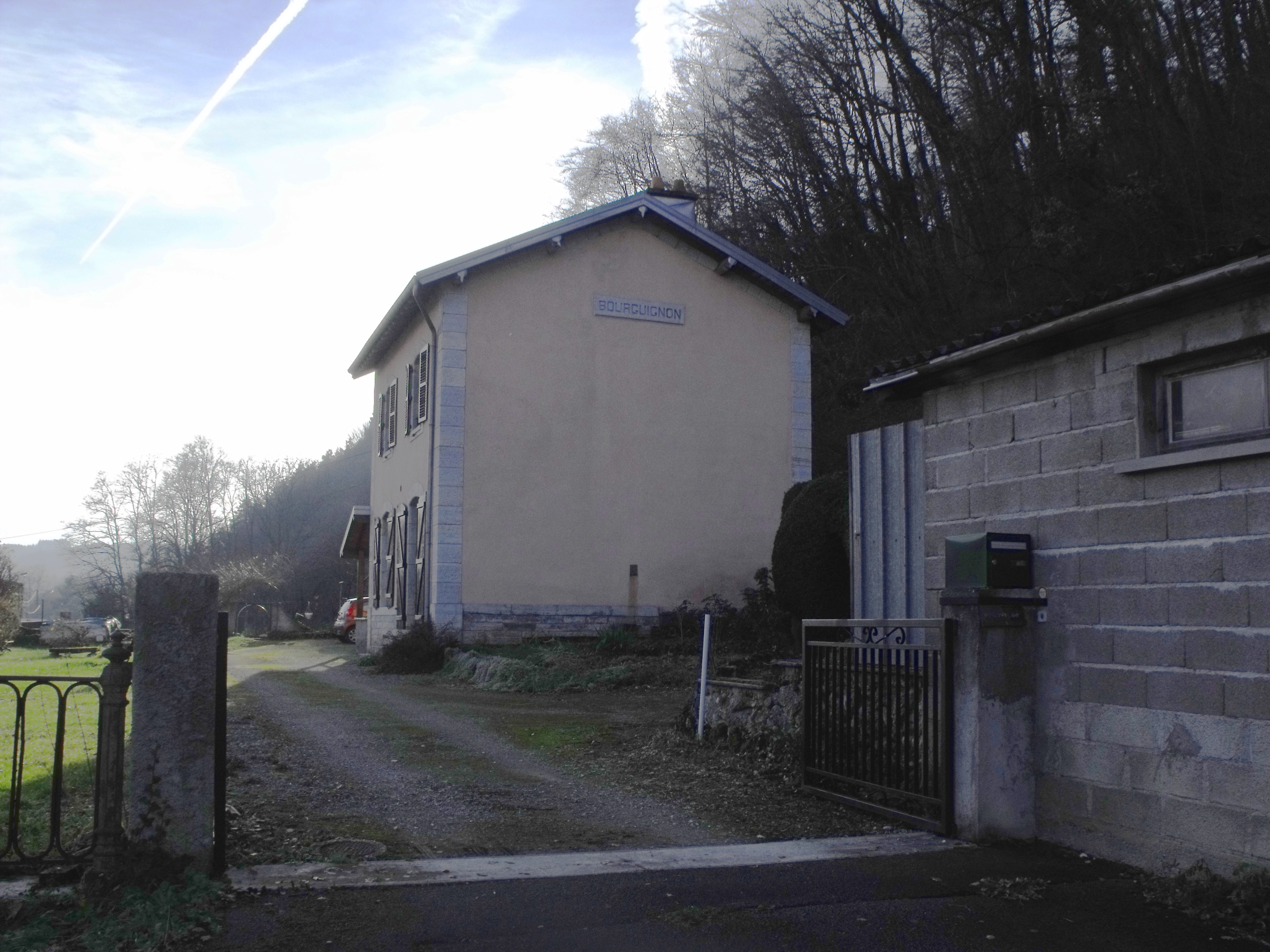
L'ancienne gare de Bourguignon en 2013.
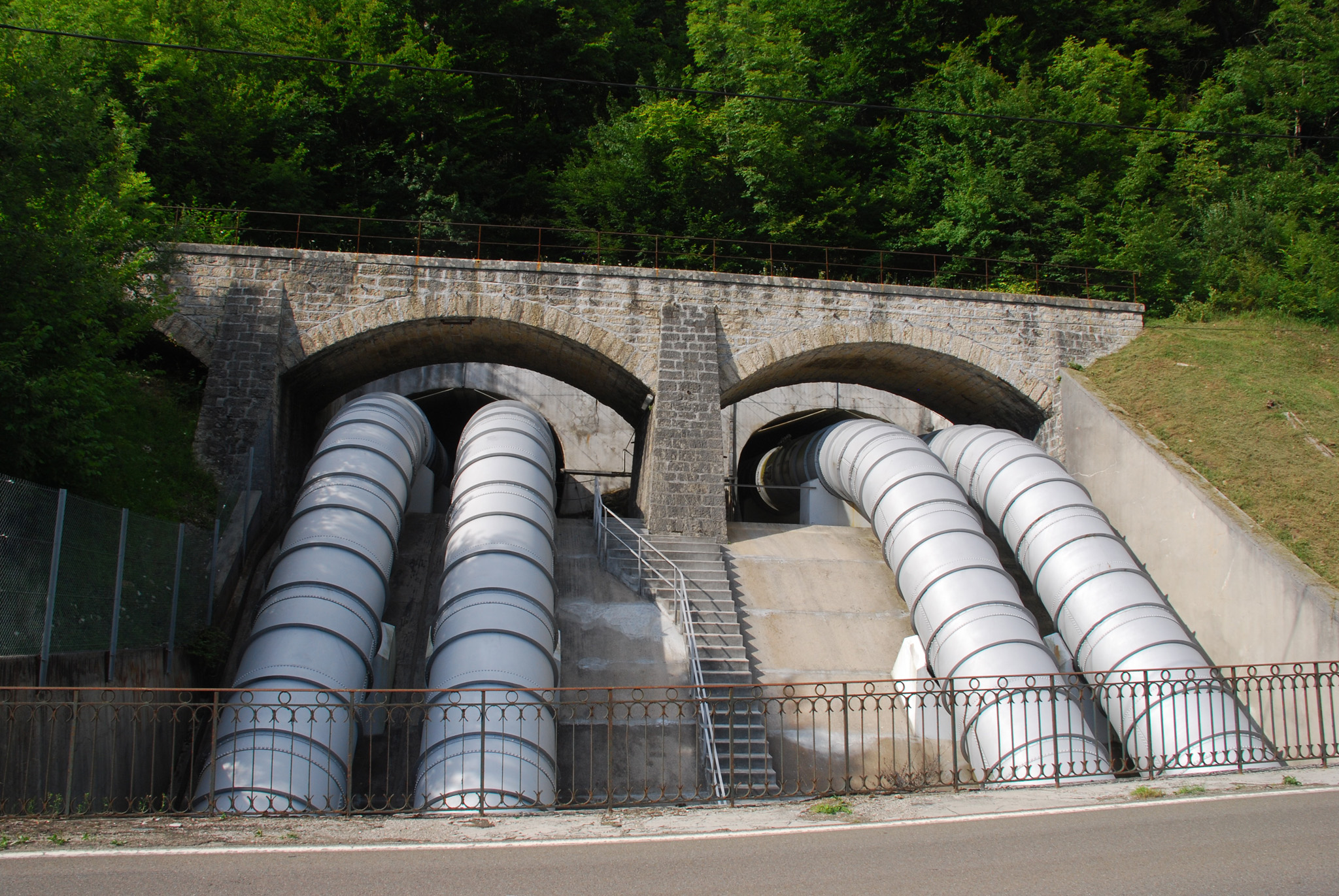
Entre Bief et Saint-Hippolyte, la ligne enjambe les conduites forcées de la centrale hydroélectrique de Liebvillers.
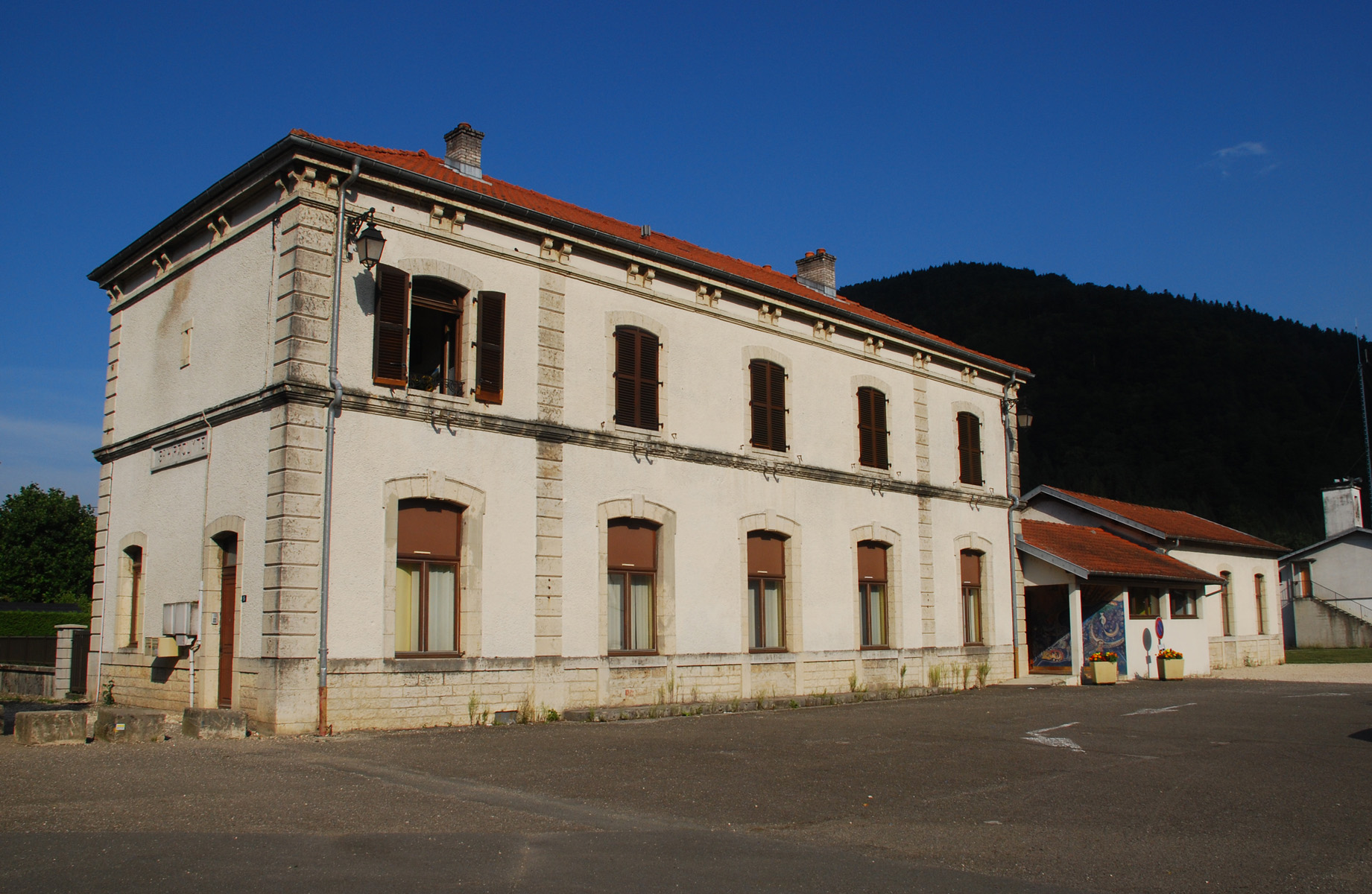
Ancienne gare de Saint-Hippolyte.

## Infrastructure
C'est une ligne à voie unique au profil médiocre, les déclivités atteignent 15 ‰.

## Desserte
Une importante usine métallurgique est desservie à Pont-de-Roide. Elle dispose d'un petit faisceau de voies de service.
À Saint-Hippolyte, la gare était reliée à une petite zone industrielle via un court embranchement. En outre, des forges situées au bord du Doubs étaient reliées à la gare par un embranchement plus long. Ce dernier fut ensuite prolongé de façon à desservir la centrale hydroélectrique de Liebvillers située à proximité.